# Alois Brunner
Alois Brunner (Nádkút, entonces Austria-Hungría, 8 de abril de 1912-Damasco, 2010) fue un oficial de las Schutzstaffel (SS) y criminal de guerra nazi que trabajó como ayudante de Adolf Eichmann en la Sección IVB4 de la Gestapo. De hecho, Eichmann se llegó a referir a Brunner como su "mejor hombre". Brunner fue responsable de haber enviado a alrededor de 100.000 judíos europeos a las cámaras de gas. Fue comandante del Campo de internamiento de Drancy a las afueras de París entre junio de 1943 y agosto de 1944; desde Drancy fueron deportadas unas 24 000 personas.
Tras el final de la Segunda Guerra Mundial, Brunner logró evitar ser juzgado y en 1954 huyó de la Alemania occidental, primero a Egipto y finalmente a Siria, donde continuó viviendo hasta su supuesto fallecimiento. Durante esos años fue objeto de numerosas búsquedas e investigaciones por parte de varios grupos cazanazis, tales como el Centro Simon Wiesenthal y el matrimonio Klarsfeld. En 1954 fue condenado in absentia en Francia por Crímenes contra la humanidad. El gobierno de Siria bajo Hafez al-Assad estuvo a punto de extraditar a Brunner a la Alemania Oriental, pero el plan fracasó tras la caída del Muro de Berlín en noviembre de 1989. Según algunas informaciones, Brunner habría fallecido en Siria en 2010.
En una entrevista telefónica de 1987 no mostró arrepentimiento alguno por los crímenes cometidos durante el Holocausto.

## Biografía

### Primeros años
Hijo de un granjero, nació en Nádkút, una aldea germanohablante al oeste de Hungría (entonces Imperio austrohúngaro).
Después de 1918, Nádkút fue renombrada Rohrbrunn y pasaría a formar parte de Austria. Brunner realizó estudios de contaduría y trabajó como vendedor hasta 1932.
El 29 de mayo de 1931, con 19 años de edad, ingresó en el Partido Nacional Socialista Alemán de los Trabajadores (NSDAP) con el número 510.064 y en 1932 ingresó en las Sturmabteilung (SA). Perdió su trabajo en un gran almacén debido a la agitación del NSDAP, entonces ilegal. Tras el Anschluss de Austria en 1938, Brunner se alistó a las Schutzstaffel (SS) en Viena el 10 de agosto de 1939. Allí se integró en la Sección IVB4 de la Gestapo, a las órdenes directas del SS-Obersturmbannführer Adolf Eichmann. Trabajó estrechamente con Eichmann en el llamado Plan Nisko, un intento fallido por establecer una reserva judía en Nisko, en la Polonia ocupada, ese mismo año.

### Participación en el Holocausto
Brunner se convirtió en un solucionador de problemas para las SS. Ostentaba el rango de SS-Hauptsturmführer cuando comenzó a organizar deportaciones a los campos de concentración nazis desde la Francia de Vichy y Eslovaquia. Fue comandante de un tren de judíos deportados desde Viena a Riga en febrero de 1942. Durante el viaje, Brunner disparó y asesinó al conocido financiero Siegmund Bosel, quien, a pesar de encontrarse enfermo, había sido detenido a la fuerza y trasladado desde un hospital de Viena hasta el tren de los judíos. Posteriormente fue destinado a la Francia ocupada, donde se haría tristemente conocido.
Antes de ser nombrado comandante del Campo de internamiento de Drancy cerca de París, en junio de 1943, Brunner había deportado a 43.000 judíos de Viena y a 46.000 de Salónica. En 1944 fue enviado personalmente por Eichmann a Eslovaquia para supervisar la deportación de los judíos del país. En los últimos meses del Tercer Reich organizó la deportación de otros 13.500 judíos desde Eslovaquia a los campos de Theresienstadt, Sachsenhausen, Bergen-Belsen y Stutthof; la mayoría de los deportados no sobrevivió y aquellos que sí lo hicieron, acabaron siendo enviados a Auschwitz, donde fueron finalmente asesinados.

### Después de la guerra
En una entrevista con la revist alemana Bunte, en 1985, Brunner describió cómo evitó ser capturado por los aliados tras el final de la Segunda Guerra Mundial. La identidad de Alois Brunner fue confundida aparentemente con la de otro miembro de las SS, Anton Brunner, que sería ejecutado por crímenes de guerra. Anton Brunner, que también había trabajado en Viena deportando judíos, fue confundido tras el final de la contienda con Alois Brunner, incluso por historiadores como Gerald Reitlinger.
Brunner declaró que "recibió documentos oficiales bajo un nombre falso de las autoridades norteamericanas" y que encontró trabajo como conductor para el Ejército de los Estados Unidos en el período inmediatamente posterior a la contienda. Al parecer, tras el final de la contienda Brunner también encontró trabajo en la llamada Organización Gehlen.
Brunner huyó de la Alemania Occidental en 1954 con un pasaporte falso de la Cruz Roja, viajando primero a Roma, luego a Egipto —donde trabajó como traficante de armas— y posteriormente a Siria, donde adoptó el pseudónimo de Dr. Georg Fischer. En Siria fue contratado como asesor del gobierno. Se desconoce la naturaleza exacta de su trabajo, pero se cree que asesoró al gobierno sirio en técnicas de tortura y represión, algunas de las cuales había aprendido en sus tiempos como torturador de las SS. Durante muchos años Siria rechazó la entrada de investigadores occidentales, como el cazanazis Serge Klarsfeld, que durante 15 años pleiteó en ante los tribunales franceses. Asimismo Simon Wiesenthal intentó infructuosamente que Brunner fuera juzgado. Sin embargo, a finales de la década de 1980 la República Democrática Alemana negoció con Siria la extradición y posterior arresto en Berlín Este de Alois Brunner. El gobierno de Siria durante el período de Háfez al-Ásad estuvo muy cerca de extraditar a Brunner a la Alemania Oriental, pero la caída del muro de Berlín en noviembre de 1989 afectó a los contactos entre ambos regímenes y paralizó el plan de extradición.
En 1995 los fiscales alemanes de Colonia y Fráncfort ofrecieron una recompensa de 333.000 dólares por cualquier información que llevara al arresto de Brunner.
En diciembre de 1999 aparecieron varios informes que decían que Brunner había fallecido en 1996 y que había sido enterrado en un cementerio de Damasco. Sin embargo, la prensa alemana informó que Brunner había sido visto ese mismo año por periodistas germanos en el Meridian Hotel de Damasco, donde se decía que había estado viviendo bajo protección policial. A finales de 2001 periodistas alemanes informaron que Brunner había sido visto en el Meridian Hotel.
En 2011 la revista alemana Der Spiegel informó que el servicio de inteligencia alemán Bundesnachrichtendienst (BND) había destruido sus archivos sobre Brunner durante la década de 1990 y que los comentarios en los archivos restantes contenían declaraciones contradictorias sobre si Brunner había llegado a trabajar o no para el BND en algún momento.

### Cartas bomba
En 1961 y en 1980, Brunner recibió varios paquetes bomba que le fueron enviados mientras residía en Damasco. Como resultado de la carta bomba que recibió en 1961, perdió un ojo, y en 1980 perdió los dedos de la mano izquierda cuando un paquete bomba le explotó en las manos. Los responsables del envío de las cartas bomba eran al parecer particulares desconocidos, aunque algunos creen que fue obra del Mossad israelí.

## Supuesto fallecimiento
El 30 de noviembre de 2014, el Centro Simon Wiesenthal informó que había recibido información creíble de que Brunner había muerto en Siria en 2010, a la edad de 97 o 98 años. En parte debido a la situación creada por la guerra civil siria, la fecha de su fallecimiento y el lugar exacto de su enterramiento se desconocen hasta el día de hoy.

## Procesos judiciales
Tras la contienda fue condenado in absentia por el gobierno francés por crímenes contra la humanidad.
En 2001, Brunner fue condenado en rebeldía a cadena perpetua en París al término de un proceso judicial abierto en 1987 por los "cazadores de nazis" Serge y Beate Klarsfeld, por haber enviado el 31 de julio de 1944 a 345 niños judíos de Francia a los campos de concentración y exterminio, a los que ya habían sido deportados sus padres.